# Vlasovec psí
Vlasovec psí (Dirofilaria immitis, Leidy 1856) (často označován jako srdeční červ, anglicky heartworm) je hlístice ze skupiny filárií, která parazituje v krevním oběhu psů, psovitých šelem, případně dalších masožravců. Červi jsou odděleného pohlaví, dospělci žijí v pravé srdeční komoře či síni a v plicních arteriích, měří od 12 do 31 cm. Přenos vlasovců se uskutečňuje pomocí komárů, ve kterých D. immitis prodělává částečný vývoj. Hlístice se vyskytuje zejména v Severní Americe, dále v subtropických a tropických částech Afriky, Asie, Jižní Ameriky a Evropy.